# 索布拉爾半島

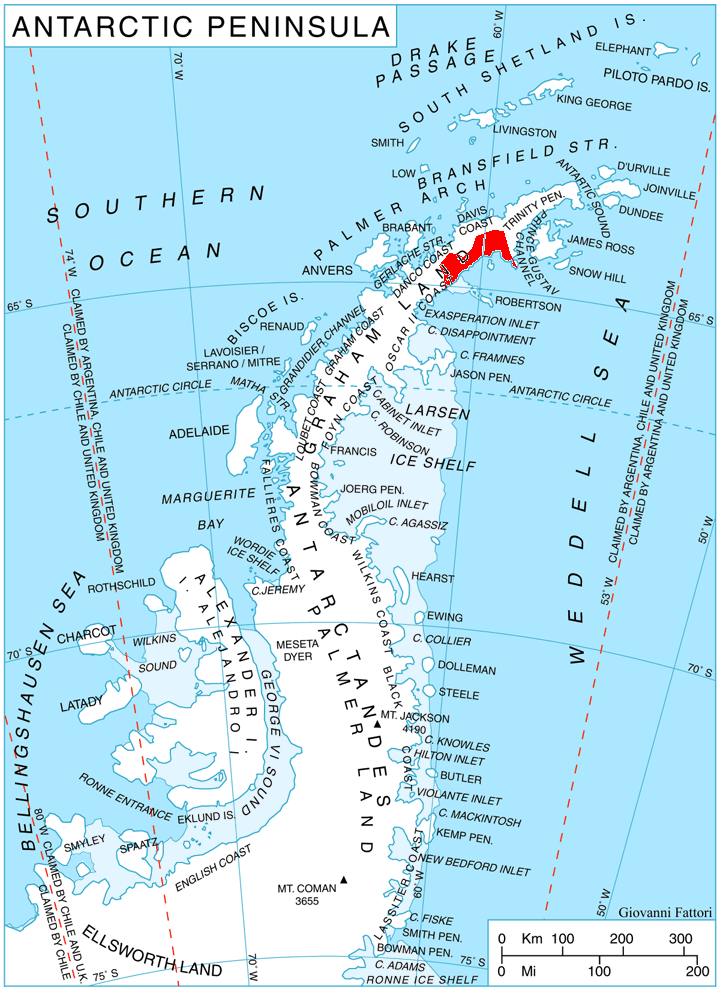

64°30′S 59°40′W / 64.500°S 59.667°W
索布拉爾半島是南極洲的半島，位於葛拉漢地的北部，長20公里、寬9公里，西面是蒙德拉加灣，該半島取名自南端的索布拉爾角。

## 外部連結
- SCAR Composite Antarctic Gazetteer（页面存档备份，存于）.